# ناحية كورتو
ناحية كورتو وهي أحد النواحي التابعة لقضاء ميركسور في محافظة أربيل في العراق الواقع على المثلث الحدودي بين العراق وتركيا وإيران